# Distretto di Leszno
Il distretto di Leszno (in polacco powiat leszczyński) è un distretto polacco appartenente al voivodato della Grande Polonia.

## Geografia antropica

### Suddivisioni amministrative
Il distretto comprende 7 comuni.
- Comuni urbano-rurali: Osieczna, Rydzyna
- Comuni rurali: Krzemieniewo, Lipno, Święciechowa, Wijewo, Włoszakowice